# Georges Passerieu
Georges Léon Passerieu (Londra, 11 ottobre 1885 – Épinay-sur-Orge, 5 maggio 1928) è stato un ciclista su strada e pistard francese. Professionista dal 1906 al 1914, colse due podi al Tour de France, corsa in cui vinse anche sette tappe, e si aggiudicò nel 1907 sia la Parigi-Roubaix che la Parigi-Tours.

## Carriera
Soprannominato "L'inglese di Parigi" per i suoi natali londinesi, Passerieu fu un ciclista capace di imporsi su strada e su pista.
Passò professionista nel 1906, dopo essersi aggiudicato il campionato francese di mezzofondo, e partecipò subito al Tour de France, dove si impose in due tappe e chiuse secondo dietro al connazionale René Pottier la classifica generale. In quella stessa stagione corse anche la Parigi-Roubaix, in cui fu settimo, e ottenne un secondo posto nella Parigi-Tourcoign.
Nel 1907 al Tour de France fu quarto e vinse ancora due tappe e riuscì ad imporsi nella Parigi-Roubaix e Parigi-Tours.
Nel 1908 vinse tre tappe al Tour de France e chiuse terzo la classifica generale; fu inoltre l'unico ciclista in quell'edizione del Tour a scalare il Ballon d'Alsace senza scendere dalla sella. Ottenne inoltre diversi piazzamenti nelle prove in linea francesi: settimo alla Parigi-Roubaix e quarto alla Bordeaux-Parigi.
Nel 1909 partecipò alla Milano-Sanremo ma chiuse lontano dai migliori, fu ventesimo, vinse la Parigi-Digione e fu chiamato a correre il Grand Prix Wolber in cui vinse una tappa. Si distinse anche nelle prove su pista chiudendo terzo la Sei giorni di Berlino.
Dal 1910 colse ancora qualche piazzamento, anche se non riuscì più a vincere. Fu secondo nel Circuito di Touraine e quinto nella Milano-Modena nel 1911, ottenne ancora risultati anche nella Roubaix, nel campionato francese e nella Bordeaux Parigi, tuttavia il suo ultimo acuto fu il secondo posto nella Parigi-Tours del 1913 dietro Charles Crupelandt.
Anche suo fratello François fu ciclista, ma di lui non si conosce nulla.

## Palmarès

### Strada
- 1906 (Peugeot, due vittorie)

6ª tappa Tour de France (Nizza > Marsiglia)
12ª tappa Tour de France (Brest > Caen)
- 1907 (Peugeot, quattro vittorie)

Parigi-Roubaix
Parigi-Tours
6ª tappa Tour de France (Grenoble > Nizza)
14ª tappa Tour de France (Caen > Parigi)
- 1908 (Peugeot, tre vittorie)

1ª tappa Tour de France (Parigi > Roubaix)
5ª tappa Tour de France (Lione > Grenoble)
13ª tappa Tour de France (Brest > Caen)
- 1909 (Griffon, due vittorie)

Parigi-Digione
1ª tappa Grand Prix Wolber

### Pista
- 1905 (dilettanti)

Campionati francesi, Mezzofondo

## Piazzamenti

### Grandi Giri
- Tour de France

1906: 2º
1907: 4º
1908: 3º
1911: ritirato (2ª tappa)
1913: ritirato (2ª tappa)
1914: ritirato (3ª tappa)

### Classiche monumento
- Milano-Sanremo

1909: 20º
- Parigi-Roubaix

1906: 7º
1907: vincitore
1908: 6º
1911: 6º
1912: 21º
1913: 8º
1914: 15º